# كارلوس سالم
كارلوس سالم (بالإسبانية: Carlos Salem)‏ هو كاتب وصحفي وشاعر أرجنتيني، ولد في 1959 في بوينس آيرس في الأرجنتين.